# 무차원 물리 상수
무차원 물리 상수(dimensionless physical constant)는 무차원량인 물리 상수, 즉 단위가 없어 단위에 무관하게 값이 같은 수를 말한다.:525 예를 들어 공기역학에서 천이 유동의 레이놀즈 수가 무차원 상수가 되지만, 이 경우에는 공기역학의 천이 유동이라는 한정적인 경우에만 사용된다. 반면 여러 곳에서 사용되는 무차원 상수는 기본 물리 상수(fundamental physical constant)로 구분해 부르며, 대표적인 예시는 미세 구조 상수 {\displaystyle \alpha ={\frac {1}{137.036}}}가 있다.:367 기본 물리 상수라는 용어는 현재 다른 방법으로 구할 수 없는 무차원 물리 상수로만 제한된다.
간혹 기본 물리 교재 등에서 기본 물리 상수가 차원이 있는 물리 상수, 빛의 속력 c, 진공 유전율 ε0, 플랑크 상수 h, 중력 상수 G 등을 사용하는 데 등장하기도 하는데, 과거 NIST와 CODATA에서도 이 정의를 사용했었다.

## 성질
기본 물리 상수는 다른 상수에서 유도할 수 없기 때문에 측정으로만 구할 수 있으며, 물리학의 발전에 따라 이 수는 증가하기도, 감소하기도 한다. 무차원 물리 상수의 완벽한 목록은 존재하지 않지만, 이론에서 무차원 상수가 최소 몇 개 필요한지에 대한 의문은 지속적으로 제기되었으며, 현재 물리학의 오랜 과제는 단 하나의 법칙(모든 것의 이론)을 찾아 여기에서 모든 무차원 상수를 유도해내는 것이다.
표준 모형에서 사용하는 무차원 물리 상수는 25개가 있으며, 이 중 절반 가량은 기본 입자의 질량을, 플랑크 질량에 대한 비율이나, 중력 상수를 이용해 힉스장과의 결합 세기로 나타낸 것인데,:58–611970년대 모형이 처음 등장한 시기부터 기본 상수가 너무 많다는 점이 문제로 제기되었었다.

## 역사
1920년대부터 1930년대까지 아서 스탠리 에딩턴은 물리학의 기본 상수간의 관계를 밝히기 위한 수학적 연구를 진행했으며, 이를 통해 양자역학과 물리 우주론을 아우르는 이론을 정립하려고 시도하였다. 1929년 에딩턴은 파울리 배타 원리와 디랙 방정식을 이용해 미세 구조 상수의 역수인 𝛼−1 의 값이 16 + 1⁄2 × 16 × (16 − 1) = 136이라고 유도하였으며, 이후 이 값이 137에 가깝다는 사실이 밝혀지자 유도 방법을 수정하였다. 에딩턴의 가설은 대체로 받아들여지지 않았으며, 이후 실험에서는 α = 1/137.035999046(27)에 가까워, 정수가 아닐 가능성이 매우 높아져, 가설이 틀렸다고 증명되었다.
비록 에딩턴의 유도 과정에는 문제가 있었지만, 최초로 무차원 물리 상수의 중요성을 알아낸 물리학자로서, 표준 모형과 ΛCDM 모형을 정립하는 데 중요한 역할을 했다는 사실은 인정받고 있다.:82 또한, 당시 제안자인 알베르트 아인슈타인조차 우주상수를 무시하던 시기, 우주팽창과의 연관성을 들며 우주상수의 중요성을 주장하였다. 또한, 에딩턴 이후에도 여러 물리학자가 비슷한 접근 방법을 통해 무차원 상수에 대한 연구를 진행했지만, 현재까지 넓게 받아들여지는 성과는 나타나지 않았다.
고이데 요시오는 전자, 뮤 입자, 타우 입자 사이 질량의 관계를 발견했는데, 이 공식이 왜 성립하는지는 밝혀져 있지 않다.

## 예시
무차원 물리 상수의 예시로는 다음이 있다.
- 미세 구조 상수 (전자기력의 결합 상수) α (≈ 1⁄137)
- 양성자와 전자의 질량비 (양성자의 불변 질량을 전자의 불변 질량으로 나눈 값) μ 또는 β (≈1836)
- 강한 상호작용의 결합 상수 αs (≈ 1)

### 미세 구조 상수
무차원 물리 상수의 대표적인 예시로는 미세 구조 상수가 있다.
{\displaystyle \alpha ={\frac {e^{2}}{4\pi \varepsilon _{0}\ \hbar c}}={\frac {e^{2}}{2\varepsilon _{0}hc}}\approx {\frac {1}{137.035999084(21)}},}
여기서 e는 기본 전하, ħ는 플랑크 상수의 형태 중 하나인 디렉 상수, c는 진공에서의 빛의 속력, ε0는 진공 유전율이다. 미세 구조 상수의 세기는 전자기력의 세기와 연관되어 있으며, 에너지가 낮을 경우 α ≈ 1⁄137, 에너지 90 GeV인 Z 보손에서는 α ≈ 1⁄127이다. 미세 구조 상수의 값에 대한 통일된 견해는 없으며, 이에 대해 리처드 파인만은 다음과 같은 말을 남겼다.
측정한 결합 상수, 즉 실제 전자가 실제 광자를 흡수하거나 방출하는 진폭에 대한 수 e에는 가장 심오하고 아름다운 의문이 있습니다. 이 숫자는 실험적으로 단순한 숫자인 0.08542455에 가깝다는 것이 밝혀져 있습니다. (제 물리학자 친구들은 이 값을 보통 137.03597의 역수로 기억하는 걸 좋아해서, 아마 이 숫자는 못 알아볼 겁니다. 이 값의 마지막 소숫점 자리에서 불확실성이 2 정도 있습니다. 이 숫자는 50년 전 발견되었을 대부터 미스터리여서, 모든 훌륭한 이론물리학자들은 이 숫자를 벽에 붙이고 고민했습니다.) 여러분은 바로 이 결합 수치가 어디서 왔는지 궁금할 겁니다. 파이나 다른 자연로그의 밑과 관련이 있을까요? 아무도 모릅니다. 이는 물리학에서 가장 큰 의문 중 하나로, 인류가 이해하지 못하는 마법의 숫자입니다. 여러분은 "신의 손"이 이 숫자를 썼다고, "그가 어떻게 연필로 적었는지는 모른다"고 말할 수도 있습니다. 우리는 이 수치를 매우 정밀하게 측정하는 방법은 알고 있지만, 컴퓨터에서 이 숫자가 튀어나오게 하는 방법은 몰래 입력해 넣는 것 빼고는 모릅니다! — 리처드 파인만 (1985). 《QED: The Strange Theory of Light and Matter》. Princeton University Press. 129쪽. ISBN 978-0-691-08388-9.

### 표준 모형
1970년대 등장한 입자물리학의 표준 모형에서는 입자의 질량, 전기-약 작용의 세기, 강한 상호작용의 세기를 나타내는 무차원 상수 19개가 포함되어 있었다. 1990년에는 중성미자의 질량이 0이 아니라는 사실과, 진공각의 값이 0이라는 사실이 새로 밝혀졌다.
완전한 표준 모형에서는 무차원 기본 상수 25개가 필요하며, 이 값들의 의미 자체는 불명이며 측정 이외의 방법으로 이 값들을 결정할 수 있는 방법은 없다. 변수 25개는 다음과 같다.
- 미세 구조 상수
- 결합 상수
- 기본 입자 15개의 질량 (플랑크 질량 mP = 1.22089(6)×1019 GeV/c2에 대한 상대치)
  - 쿼크 6개
  - 경입자 6개
  - 힉스 보손
  - W보손
  - Z보손
- 쿼크의 진동을 나타내는 쿼크 섞임의 변수 4개
- 중성미자의 진동을 나타내는 렙톤 섞임의 변수 4개

| 표준 모형의 무차원 상수 | 표준 모형의 무차원 상수      | 표준 모형의 무차원 상수                            | 표준 모형의 무차원 상수   |
| 기호                    | 설명                         | 수치                                               | 수치의 다른 표현법        |
| ----------------------- | ---------------------------- | -------------------------------------------------- | ------------------------- |
| mu / mP                 | 위 쿼크의 질량               | 1.4 × 10-22 – 2.7 × 10-22                          | 1.7 ~ 3.3 MeV/c2          |
| md / mP                 | 아래 쿼크의 질량             | 3.4 × 10-22 ~ 4.8 × 10-22                          | 4.1 ~ 5.8 MeV/c2          |
| mc / mP                 | 맵시 쿼크의 질량             | 1.04431 × 10-19 (+ 2.04768×10-21, - 2.86675×10-21) | 1.275+0.025 −0.035 GeV/c2 |
| ms / mP                 | 기묘 쿼크의 질량             | 8.27 × 10-21                                       | 95+9 −3 MeV/c2            |
| mt / mP                 | 꼭대기 쿼크의 질량           | 1.415 × 10-17 ± 2.45721×10-20                      | 172.76±0.3 GeV/c2         |
| mb / mP                 | 바닥 쿼크의 질량             | 3.43 × 10-19                                       | 4.19 GeV/c2               |
| θ12,CKM                 | 쿼크 섞임의 1세대-2세대 섞임 | 0.22759 ± 8.73×10-4                                | 13.04° ± 0.05°            |
| θ23,CKM                 | 쿼크 섞임의 1세대-3세대 섞임 | 0.04154 ± 0.00105                                  | 2.38° ± 0.06°             |
| θ13,CKM                 | 쿼크 섞임의 2세대-3세대 섞임 | 0.003508 ± 1.92×10-4                               | 0.201° ± 0.011°           |
| δ13,CKM                 | 쿼크 섞임의 CP 위반 위상     | 1.201 ± 0.0785                                     | 68.8° ± 4.5°              |
| me / mP                 | 전자의 질량                  | 4.18546 × 10-23                                    | 511 keV/c2                |
| mνe / mP                | 전자 중성미자의 질량         | 9.00978 ×10-30 이하                                | 0.11 eV/c2 이하           |
| mμ / mP                 | 뮤 입자의 질량               | 8.65418 × 10−21                                    | 105.7 MeV/c2              |
| mνμ / mP                | 뮤온 중성미자의 질량         | 1.6 × 10-28 이하                                   | 2 eV/c2 이하              |
| mτ / mP                 | 타우 입자의 질량             | 1.45535 × 10-19                                    | 1.78 GeV/c2               |
| mντ / mP                | 타우 중성미자의 질량         | 1.6 × 10-28 이하                                   | 2 eV/c2 이하              |
| θ12,PMNS                | 렙톤 섞임의 1세대-2세대 섞임 | 0.58364±0.0122                                     | 33.44°+0.77° −0.74°       |
| θ23,PMNS                | 렙톤 섞임의 1세대-3세대 섞임 | 0.8587+0.0175 −0.0227                              | 49.2°+1.0° −1.3°          |
| θ13,PMNS                | 렙톤 섞임의 1세대-3세대 섞임 | 0.1496+0.00227 −0.00209                            | 8.57°+0.13° −0.12°        |
| δCp,PMNS                | 렙톤 섞임의 CP 위반 위상     | 2.95 ≤ δ ≤ 4.294                                   | 169° ≤ δ ≤ 246°           |
| α                       | 미세 구조 상수               | 0.00729735                                         | 1/137.036                 |
| αs                      | 결합 상수                    | ≈1                                                 | ≈1                        |
| mW± / mP                | W보손의 질량                 | (6.5841 ± 0.0012) × 10-18                          | (80.385 ± 0.015) GeV/c2   |
| mZ0 / mP                | Z보손의 질량                 | (7.46888 ± 0.00016) × 10-18                        | (91.1876 ± 0.002) GeV/c2  |
| mH / mP                 | 힉스 보손의 질량             | ≈1.02 × 10-17                                      | (125.09 ± 0.24) GeV/c2    |

### 우주상수
우주의 암흑에너지 밀도로 볼 수 있는 우주상수는 물리 우주론의 기본 상수이며, 값은 무차원으로 약 10−122이다. 다른 무차원 상수는 우주의 균질률 Q, 광자 당 중입자의 질량, 광자 당 차가운 암흑물질의 질량, 광자 당 중성미자의 질량이 있다.

### 바로우와 티플러
1986년 바로우와 티플러는 천체물리학, 우주론, 양자역학, 목적론, 미세 구조 상수, 양성자-전자 질량비, 중력과 강한 상호작용의 결합 상수 속에 있는 인류 원리에 대한 광범위한 논의를 진행했다.

### 마틴 리스의 여섯 숫자
마틴 리스는 자신의 책 ≪Just Six Numbers≫에서 현대 물리학과 우주의 구조를 설명하기 위한 무차원 상수 6개를 도입하였다.
- N ≈ 1036: 두 양성자 사이의 전자기력과 중력의 비율. 바로우와 티플러의 이론에서는 이 비율을 α/αG로 나타낼 수 있다. N은 중입자 물질에서의 중력 및 전자기력적 상호작용을 설명하는 데 중요한 역할을 한다.[23]
- ε ≈ 0.007: 양성자 4개가 헬륨 원자핵으로 융합되었을 때 에너지로 방출되는 질량의 비율. ε는 항성의 에너지 방출량과 관련이 있으며, 강한 상호작용의 결합 상수에 따라 결정된다.[24]
- Ω ≈ 0.3: 우주가 스스로의 중력으로 수축하는 밀도인 임계밀도에 대한 우주의 실제 밀도 비율. Ω는 우주의 종말을 결정하는데, Ω ≥ 1인 경우 우주는 대함몰을 겪으며, Ω < 1일 경우 우주는 영원히 팽창한다.[23]
- λ ≈ 0.7: 우주상수에 의한, 임계밀도에 대한 우주의 에너지 밀도 비율. {\displaystyle \Omega _{\Lambda }}로 표기하기도 한다.[25]
- Q ≈ 10−5: 은하단이나 초은하단 등 우주에서 가장 큰 구조를 해체하기 위해 필요한 에너지를 해당 구조의 불변 질량 m에 대해 mc2를 적용하여 표현한 비율.[26]
- D = 3: 거시적 공간 차원의 수.

N과 ε는 물리학에서의 기본 상호작용을 결정하며, D를 제외한 나머지 상수는 우주의 크기, 나이, 확장을 결정한다. 다섯 상수는 실험적으로 검증해야 하지만, D는 0이 아닌 자연수임이 확실하며, 불확실성 또한 없기 때문에, 물리학자 대부분은 무차원 물리 상수로 간주하지 않는다.
모든 물리 이론에서는 위 상수 6개의 값을 유도할 수 있거나, 기본 상수로써 받아들여야 한다.

## 국제단위계에서의 사용
2019년 국제단위계에서 기본 단위와 파생 단위에 기본 물리 상수가 사용되었다.:177f, 197f

## 같이 보기
- 쿼크 섞임
- 중성미자 진동
- 물리 우주론
- 표준 모형
- 와인버그 각
- 미세조정 우주